# Corrente del Mozambico

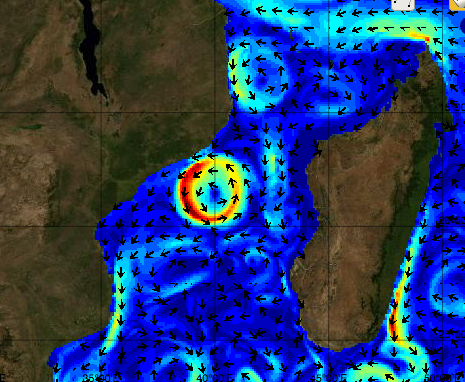

L'espressione corrente del Mozambico denota una corrente oceanica dell'oceano Indiano, costituita da un piano superficiale di acqua calda che fluisce verso sud nel canale di Mozambico, fra la costa orientale dell'Africa (all'altezza del Mozambico) e il Madagascar. A sua volta, questa corrente determina più a sud la corrente di Agulhas, che lambisce la costa meridionale del Sudafrica da est a ovest.
Tradizionalmente, si considera che tale corrente sia a sua volta un effetto dell'azione della corrente Equatoriale Sud dell'Oceano Indiano. Ricerche recenti hanno posto in dubbio la correttezza di questa definizione da un punto di vista oceanografico, indicando che il movimento di acqua calda fra Mozambico e Madagascar potrebbe essere dovuta a una serie di fenomeni locali anticiclonici piuttosto che a un unico forte flusso d'acqua oceanico.